# Productions de The Alchemist
Cet article présente la liste des productions musicales réalisées par The Alchemist.

## 1997
- Dilated Peoples : Third Degree (featuring Defari)

## 1998
- Defari : Focused Daily
  - Focused Daily
  - Killing Spree
  - Checkstand 3

- Buc Fifty : Still Breathin'/Dead End Street
  - Still Breathin'
  - Dead End Street

- Baron Ricks : Harlem River Drive

## 1999
- Terror Squad : Terror Squad
  - '99 Live
  - Bring It On

- Group Home : A Tear for the Ghetto
  - Stupid Muthafuckas (30 Minutes to War)

- The High & Mighty : Home Field Advantage
  - Top Prospects
  - Open Mic Night (Remix)

- Rascalz : Global Warning
  - On the Run

- Swollen Members : Balance
  - Front Street
  - Circuit Breaker
  - Strength
  - Horrified Nights

- Mobb Deep : Murda Muzik
  - Thug Muzik
  - The Realest

- Pharoahe Monch : Internal Affairs
  - No Mercy

- Royce da 5'9" : Build & Destroy - Lost Sessions: Part 1
  - I'm the King

- Maylay Sparks : Crazy
  - It's Ours

## 2000
- Missin' Linx : Exhibit A
  - Family Ties (featuring Freddie Foxxx)

- Dilated Peoples : The Platform
  - The Platform
  - Guaranteed
  - The Main Event
  - Annihilation
  - The Last Line of Defense

- Capone-N-Noreaga : The Reunion
  - Queens
  - Bang Bang

- Everlast : Eat at Whitey's
  - Deadly Assassins

- Lyricist Lounge 2
  - The Grimy Way (Big Noyd & Prodigy)
  - Right & Exact (Dilated Peoples)

- Queensbridge Finest
  - Money (Mr. Challish)

- Tony Touch : The Piece Maker
  - Get Back (Eminem & D12)
  - Basics (Prodigy)

- Capone
  - Ride 4 Em

- Buc Fifty : Bad Man VLS
  - Electric Chair Rhymin'

- Buc Fifty
  - Jacked From Your Fans

## 2001
- Smut Peddlers : Porn Again
  - The Red Light

- Prodigy : H.N.I.C.
  - Keep It Thoro
  - Three
  - Trials of Love
  - Veteran's Memorial
  - Genesis

- Big Pun : Endangered Species
  - Mama

- Cormega : The Realness
  - Fallen Soldiers (Remix)

- Guru : Baldhead Slick & da Click
  - In Here

- Casual : He Think He Raw
  - I Gotta (Get Down)

- Jadakiss : Kiss tha Game Goodbye
  - We Gonna Make It
  - Feel Me (Skit)

- Lyrics of Fury Vol. 1
  - Boy's About to Flip
  - Dark Riders
  - Permanent Scars
  - Metal's Advocate

- Fat Joe : Jealous Ones Still Envy (J.O.S.E.)
  - Definition of a Don

- Dilated Peoples : Expansion Team
  - Live on Stage
  - Worst Comes to Worst
  - Panic

- Swollen Members : Bad Dreams
  - Bad Dreams
  - Dark Riders

- Ghostface Killah : Bulletproof Wallets
  - The Forest
  - The Juks
  - Street Chemistry

- Mobb Deep : Infamy
  - Get at Me

- Agallah : Da Mixtape Iz The Album
  - Sun You Know How It Goes

- Buc Fifty : Locked Down
  - Scandalous (featuring J-Ro)
  - Locked Down
  - Buc Buc Buc

- Lake Entertainment Presents: The 41st Side
  - Right or Wrong? (Blitz)

- R2K Version 1.0
  - Worst Enemy (Buc Fifty)

## 2002
- Styles P : A Gangster and a Gentleman
  - A Gangster and a Gentleman
  - Black Magic

- Nas : The Lost Tapes
  - My Way
  - No Idea's Original

- Cormega : The True Meaning
  - The Legacy

- Fat Joe : Loyalty
  - Bust at You

- Linkin Park : Reanimation
  - Frgt/10

- Nas : God's Son
  - Book of Rhymes
  - Mastermind
  - Revolutionary Warfare
  - Thugz Mirror

- Infamous Mobb : Special Edition
  - Intro
  - IM³
  - Special Edition
  - The Family (Skit)
  - Mobb Niggaz (The Sequel)
  - Back in the Days
  - B.I.G. - T.W.I.N.S.
  - We Strive
  - Reality Rap

- D&D Crew : D&D Project II
  - Kill It

- 50 Cent : Wanksta VLS
  - Wanksta (Alchemist Remix)

- Snoop Dogg : Snoop Dogg Presents...Doggy Style Allstars Vol. 1
  - Hey You!

- Big Daddy Kane : Duck Season Vol. 1
  - The Man, The Icon

- Dilated Peoples : The Alchemist Presents Heavy Surveillance
  - Heavy Surveillance
  - Thieves (featuring Prodigy)

- Cypress Hill : Stash EP
  - Rap Superstar (Alchemist Remix)

- Royce da 5'9" : Rock City (Version 2.0)
  - D-Elite Pt.2

- Buc Fifty : Battle Axe Warriors II
  - Bangin'

- Saigon : We Da Click (featuring Big Twins)

## 2003
- Sheek Louch : Walk Witt Me
  - Turn It Up

- Big Noyd : Only the Strong
  - Only the Strong
  - Shoot 'Em Up (Bang Bang) Part 1
  - Noyd Holdin' It Down
  - Shoot 'Em Up (Bang Bang) Part 2
  - Air It Out
  - N.O.Y.D.

- PMD : The Awakening
  - The Awakening

- Royce da 5'9" : Build & Destroy: The Lost Sessions
  - U Don't Know Me
  - I Won't Be

- Prodigy & Big Twins : Beef OST
  - Drama

- Mobb Deep : Free Agents: The Murda Mixtape
  - The Illest
  - Backwards
  - Serious
  - Fourth of July

- Raze : Fallback
  - Fallback

- Prozack Turner : Death, Taxes and Prozack
  - Dear Old Dad

- Million : Million A.K.A. Endiana Jonez
  - No Matta
  - Da Drama

- Craig G : This Is Now!
  - Wrong Chick

- Mobb Deep : The Thirst

## 2004
- Poverty : Rise from Ruin
  - Rise from Ruin
  - The Pawn
  - Life Sucks

- Uno Dos : Amongst the Elite
- Niggaz Ain't Built

- Papoose : Election Day (Papoose for the Streets)
  - Two Step (featuring Prodigy & Grafh)

- Dilated Peoples : Neighborhood Watch
  - Marathon
  - Neighborhood Watch
  - Poisonous
  - World on Wheels

- Cypress Hill : Till Death Do Us Part
  - Latin Thugs

- Infamous Mobb : Blood Thicker Than Water Vol. 1
  - Gunz Up

- Mobb Deep : Amerikaz Nightmare
  - Win or Lose
  - Got It Twisted
  - When U Hear The
  - Got It Twisted (Remix)

- Nelly : Sweat
  - Playa

- Snoop Dogg : R&G (Rhythm & Gangsta): The Masterpiece
  - (Intro) I Love to Give You Light
  - Hey You

- Jadakiss : Kiss of Death
  - Still Feel Me

- Capone : Ghetto Fame

- Mobb Deep
  - Havoc's Theme

## 2005
- AP.9 : MAC DRE PRESENT THIZZ NATION
  - In My Life

- Diamond D : The Diamond Mine
  - Y'all Niggaz Need to Know

- Sheek Louch : After Taxes
  - Movie Niggas

- Big Shug : Who's Hard?
  - Who? (Got My Back)
  - Who's Hard?

- Elzhi : Witness My Growth
  - The Alchemist

- 113 : 113 Degrés
  - L'école du crime (featuring Mobb Deep)

- Tragedy Khadafi : Thug Matrix
  - Stay Free (featuring Littles)
  - Love Is Love (featuring Jinx)

- Jae Millz : Back to the Future
  - Take a Betta Look

- Chryme Fam : The EP XL
  - Street Shit

- Big Noyd : On the Grind
  - Louder (featuring Prodigy)

- Saigon : E.A.T.

## 2006
- B-Real : The Gunslinger, Pt. III: Fist Full of Dollars
  - Put on Your Vest (featuring Defari)

- Pitch Black : Revenge
  - Put That Work In

- Nashawn : Napalm
  - Write Your Name

- Big Noyd : The Stick Up Kid
  - That's How You Get Dead

- Defari : Street Music
  - Make My Own

- Swollen Members : Black Magic
  - Weight

- Styles P : Time Is Money
  - I'm Black (featuring Floetry)

- Cam'ron : Killa Season
  - Wet Wipes

- Dilated Peoples : 20/20
  - Back Again
  - 20/20

- Agallah : You Already Know
  - Ride Out (O.G.G.G.)
- On the Ave

- Eminem : Eminem Presents: The Re-Up
  - We Ride for Shady (Obie Trice featuring Cashis)
  - There He Is (Bobby Creekwater)
  - Tryin' ta Win (Stat Quo)

- Mobb Deep : Blood Money
  - The Infamous

- Planet Asia : The Medicine
  - Over Your Head

- Ras Kass : Eat or Die
  - Get It In

- Raze : Full Scale: G-Check
- Bosses

- Hollow Da Don : Houston to NY
  - Hold Me Down

- Scarface  & The Product : One Hunid
  - G-Type

- Papoose : The Fourth Quarter Assassin
  - Get Shot (featuring Al Capo et Tommy Gunz)

- Mistah F.A.B. : Recess (A Play Your Position Extra)
  - Fuck a Chorus

- Blaq Poet : Rewind: Deja Screw
  - Bloody Mess

## 2007
- Cormega : Who Am I?
  - Who Am I?
  - 718

- Prodigy : Return of the Mac
  - Whole album

- Joell Ortiz : The Brick: Bodega Chronicles
  - BQE

- Dilated Peoples : The Release Party
  - Spit It Clearly

- Tragedy Khadafi : The Death of Tragedy
  - Milk Murder

- N.O.R.E. : Cocaine on Steroids
  - Drink Champ

- Pharoahe Monch : Desire
  - Desire (featuring Showtyme)

- Evidence : The Weatherman LP
  - Letyourselfgo (featuring The Alchemist)
  - Chase the Clouds Away
  - Evidence is Everywhere
  - Line of Scrimmage
  - Born in LA

- Styles P : Super Gangster (Extraordinary Gentleman)
  - Green Piece of Paper
  - All I Know is Pain (featuring The Alchemist)

- Prodigy : The Pre Mac
  - That's Why Nigga
  - 550 Benz
  - Straight Murder (featuring 50 Cent)
  - What A Real Mobb Do (featuring Big Twins)

- Infamous Mobb : Reality Rap
  - Reality Rap
  - Hustle Hard (featuring The Alchemist)

- Illa Ghee : Bullet & a Bracelet
  - Maintenance Man

## 2008
- AX : Con
  - The Champ

- La the Darkman : Return of the Darkman
  - Fresh Flowers

- DJ Muggs & Planet Asia : Pain Language
  - Pain Language (Alchemist remix)

- Fat Joe : The Elephant in the Room
  - My Conscience (featuring KRS-One)

- Prodigy : H.N.I.C. Pt. 2
  - The Life
  - Young Veterans
  - Illuminati
  - Veteran's Memorial Part II
  - Dirty New Yorker (featuring Havoc)
  - Represent Me
  - The Dough

- Lil Wayne : Tha Carter III
  - You Ain't Got Nuthin' (featuring Fabolous et Juelz Santana)
- Let Us Pray (featuring Juelz Santana)

- I.A.Dap : Lil' Dap
  - Intro I.A.Dap
  - Get It

- Termanology : Politics as Usual
  - Hood Shit (featuring Prodigy)

- Fresh Rhymes & Videotape Vol. 1
  - The Last Shall Be First (Dilated Peoples)
  - Left Out in the Cold (Aceyalone, The Alchemist, 88-Keys)

- Bekay : Hunger Pains
  - I Am
- I Am (Remix)

- Evidence : The Layover EP
  - So Fresh (featuring The Alchemist)
  - The Far Left (featuring The Alchemist et Fashawn)
  - To Be Determined (featuring Aloe Blacc et Elzhi)

## 2009
- Fashawn : The Antidote

- B-Real : Smoke N Mirrors
  - 6 Minutes (featuring Young De et Tekneek)

- Capone-N-Noreaga : Channel 10
  - Follow the Dollar

- Jadakiss : The Last Kiss
  - Death Wish (featuring Lil Wayne)

- Soul Assassins : Intermission
  - Classical (featuring Evidence et Sick Jacken)
  - Gunshots (featuring The Alchemist et Chace Infinite)

- La Coka Nostra : A Brand You Can Trust
  - Choose Your Side (featuring Bun B)

- Fabolous : Loso's Way
  - Lullaby

- Slaughterhouse : Slaughterhouse
  - Microphone

- Raekwon : Only Built 4 Cuban Linx... Pt. II
  - Surgical Gloves

- Termanology : Hood Politics VI: Time Machine
  - I See Dead People

- Big Twins : The Project Kid
  - When I Walk Away (featuring The Alchemist)
  - Wanna Be Down
  - Smart Niggaz (featuring Krondon)

## 2010
- B.o.B : May 25th
  - Gladiator (featuring J. Cole)

- Cam'ron & Vado : Boss of All Bosses 2.5
  - Ya' Killin' Me (featuring Kid Cudi)

- Capone-N-Noreaga : The War Report 2: Report the War
  - Pain

- Capone-N-Noreaga : How We Keep It

- Ca$hulty : Salute

- DJ Kay Slay : More Than Just a DJ
  - Hustle Game (featuring Bun B, Webbie, Lil Boosie & Nicole Wray)

- Gangrene : Gutter Water
  - Not High Enough
  - Gutter Water (featuring Raekwon)
  - Get Into Some Gangster Shit (featuring Planet Asia)
  - Chain Swinging
  - Breathing Down Yo Neck (featuring M.E.D.)
  - From Another Orbit (featuring Roc C)
  - Standing in the Shadows
  - Brass Knuckle Rap (featuring Guilty Simpson)

- Gangrene : Sawblade EP
  - Freshest Rhymes
  - Operating Room

- Hollow Da Don : Money Changes, Loyalty Don't
  - Greatness

- Inspectah Deck : The Manifesto
  - The Champion

- Mobb Deep
  - Whole Lotta Thug

- Planet Asia & Gold Chain Military : Chain Of Command
  - GCM Meets ALC

- Raekwon : Cocainism Vol. 2
  - Big Beat
  - Wallys & Pringles

- Rakaa : Crown of Thorns
  - Upstairs
  - Aces High (featuring Evidence, Defari et Fashawn)

- Ras Kass : A.D.I.D.A.S. (All Day I Dream About Spittin)
  - Linguistics

- Roc C : Scapegoat
  - I'm Ready (featuring Glasses Malone)

- Roc C : Story Master

- Shawn Chrystopher : Just Me N You

- Statik Selektah : The Left-Overs (of Whats to Come) EP
  - On the Corner (featuring Big Twins, Freddie Gibbs, Planet Asia et Tri-State)

- Styles P : The Green Ghost Project
  - Make Millions From Entertainment

## 2011
- Blu : j e s u s
  - d o o w h o p +

- ChrisCo : How Does It Feel EP

- Curren$y : Covert Coup

- Dirt Nasty : Nasty As I Wanna Be
  - As Nasty As I Wanna Be

- Evidence : Cats & Dogs
  - The Liner Notes (featuring Aloe Blacc)
  - The Red Carpet (featuring Raekwon et Ras Kass)
  - James Hendrix
  - Crash
  - Where You Come From? (featuring Rakaa Iriscience, Lil' Fame et Termanology)
  - Sleep Deprivation

- Hollow Da Don : Loyalty is a Way of Life
  - Hollow Ta Con (featuring Conceited)

- Kool G Rap : Riches, Royalty, Respect
  - American Nightmare (featuring Havoc)

- M.E.D. : Bang Your Head 3 (Special Edition)
  - Bounce Back

- M.E.D. : Classic
  - War & Love (featuring Oh No)

- Mobb Deep : Black Cocaine EP
  - Get It Forever (featuring Nas)
  - Black Cocaine
  - Waterboarding

- Mobb Deep :
  - Love Ya'll More
  - Dog Shit (featuring Nas)

- Prodigy :The Ellsworth Bumpy Johnson EP
  - The One and Only
  - For One Night Only

- Prodigy : When U Up

- Raekwon : Shaolin vs. Wu-Tang
  - Ferry Boat Killaz

- Reks : Rhythmatic Eternal King Supreme
  - Why Cry (featuring Styles P)

- Rick Ross
  - Perfectionist (featuring Meek Mill)

- Roc C : Stoned Genius
  - Starchild (featuring The Alchemist)

- Roc Marciano & Gangrene : Greneberg
  - Papercuts
  - Sewer Gravy
  - Hoard 90

- Royce da 5'9" : Success Is Certain
  - I Ain't Coming Down

- Sir Michael Rocks : Premier Politics
  - Neiman Marcus
  - She Gotta Have It

- STS : The Illustrious
  - The Interview

## 2012
- Action Bronson & The Alchemist : Rare Chandeliers

- Awar : The Laws of Nature
  - Tunnel Vision
  - I Arrived (featuring Latoiya Williams)
  - Strictly Business
  - Cut Throat Rap (featuring Roc Marciano et Grafh)

- Battles : Dross Glop 2
  - Futura (The Alchemist remix)

- Bishop Lamont : The Layover
  - I Swear (featuring Royce da 5'9" et Swish)

- Bodega BAMZ : Strictly 4 My P.A.P.I.Z.
  - Tres Puntos (featuring A$ton Matthews)

- Domo Genesis : No Idols

- Durag Dynasty : Spudnik Webb (featuring Blu et Kila Kali)

- Gangrene : Vodka & Ayahuasca
  - Drink Up (featuring Roc Marciano)
  - Dump Truck (featuring Prodigy)
  - Due Work
  - Dark Shades (featuring Evidence et Roc C)
  - Livers for Sale
  - Dream Nap

- Hodgy Beats : Untitled EP
  - Cookie Coma
  - In a Dream

- Joey FaTTs : Chipper Jones Vol. 2
  - Wave Matthews Band (featuring A$AP Yams et Da$h)

- Meyhem Lauren : Mandatory Brunch Meetings
  - Brand Name Marijuana

- Prodigy : H.N.I.C. 3
  - Without Rhyme or Reason
  - Slept On
  - Live
  - Serve Em

- Prodigy : The Bumpy Johnson Album
  - The One and Only
  - Medicine Man
  - For One Night Only

- Roc Marciano : Reloaded
  - Flash Gordon
  - Pistolier
  - Paradise For Pimps

- Sean Price : Mic Tyson
  - Genesis of the Omega
  - Bar-Barian
  - STFU Part 2
  - Bully Rap (featuring Realm Reality)

- Schoolboy Q : Habits & Contradictions
  - My Homie

- Slaughterhouse: On the House
  - All On Me

- Styles P : The Diamond Life Project
  - The Myth

- Termanology & Lil' Fame : Fizzyology
  - Fizzyology

- The Alchemist : Russian Roulette

- Willie the Kid : The Cure 2
  - Waste Not.Want Not

## 2013
- Agallah : Red V
  - Identity Theft

- The Alchemist : SSUR

- Joey Bada$$ : Summer Knights
  - Trap Door

- Durag Dynasty : 360 Waves

- Domo Genesis : Drugs Got Me Spiritual (featuring Remy Banks)

- Boldy James : My 1st Chemistry Set

- Roc Marciano : The Pimpire Strikes Back
  - Sincerely Antique (featuring Action Bronson et Willie The Kid)
  - Ten Toes Down (featuring Knowledge The Pirate)

- Mac Miller : Watching Movies with the Sound Off
  - Red Dot Music (featuring Action Bronson)

- Prodigy & The Alchemist : Albert Einstein

- Statik Selektah : Extended Play
  - Live from the Era (featuring Pro Era) – Coproduit par Statik Selektah

- Earl Sweatshirt : Doris
  - Uncle Al

- Willie the Kid : Masterpiece Theatre
  - Opening Credits
  - Shake Dice
  - Halal Tuna
  - Bad Mistake (featuring The Alchemist)
  - Medusa (featuring Action Bronson et Roc Marciano)
  - Gettysburg
  - Let the Money Stay

## 2014
- Compilation artistes divers : The Boondocks Mixtape (Season 4)
  - The Boonies (Killer Mike)

- Agallah : Past and Present
  - Open Invitation
  - The Gods Must Be Crazy

- D.I.T.C. : The Remix Project
  - We All (Alchemist Remix)

- A$ton Matthews : A$ton 3:16
  - Money, Mackin, Murda

- Mobb Deep : The Infamous Mobb Deep
  - Lifetime

- Prodigy : The Most Infamous
  - Not a Stan
  - Do or Die

- Prodigy : Albert Einstein: P=mc2

- Schoolboy Q : Oxymoron
  - Break the Bank

- Step Brothers : Lord Steppington
  - More Wins
  - Dr. Kimble
  - Legendary Mesh
  - No Hesitation (featuring Styles P)
  - Swimteam Rastas
  - Mums in the Garage (featuring Action Bronson)
  - See the Rich Man Play (featuring Roc Marciano)
  - Banging Sound (featuring Fashawn)
  - Step Masters
  - Tomorrow (featuring Rakaa et Blu)
  - Draw Something (featuring Oh No)
  - Buzzing Away
  - Just Step
  - String Cheese
  - Bally Shoe (featuring Psycho Les et Fargo)

- Trash Talk : No Peace
  - Amnesiatic
  - Reprieve